# Final de la Liga Europa de la UEFA 2024-25
La final de la Liga Europa de la UEFA 2024-25 se disputó el día 21 de mayo de 2025 en el Estadio de San Mamés de Bilbao (España). El estadio tiene una capacidad de 53 331 espectadores y fue la segunda vez que albergó una final europea, después de la final de la Liga de Campeones Femenina de la UEFA 2023-24.

## Finalistas
En  negrita, las finales ganadas.
| Equipos           | Finales jugadas anteriormente | Finales jugadas anteriormente |
| ----------------- | ----------------------------- | ----------------------------- |
| Tottenham Hotspur | 3 (2)                         | 1971-72, 1973-74, 1983-84     |
| Manchester United | 2 (1)                         | 2016-17, 2020-21              |

## Sede de la Final
El 16 de julio de 2021, el Comité Ejecutivo de la UEFA anunció que, debido a la retirada de los derechos de sede para la UEFA Euro 2020, el Estadio de San Mamés de Bilbao recibiría los derechos de sede para la final de 2025. Esto formó parte de un acuerdo de conciliación por parte de la UEFA para reconocer los esfuerzos y la inversión financiera realizados para albergar la UEFA Euro 2020.
| España                 |                      |                      |                      |
| Ciudad                 | Estadio              |                      |                      |
| Bilbao                 | Estadio de San Mamés | Estadio de San Mamés | Estadio de San Mamés |
|                        |                      |                      |                      |
| 53 331 espectadores    |                      |                      |                      |
| Final Liga Europa 2025 |                      |                      |                      |

## Partidos de clasificación para la Final
| Pos. | Fase de liga        | Pts. | PJ | PG | PE | PP | GF | GC | Dif |
| ---- | ------------------- | ---- | -- | -- | -- | -- | -- | -- | --- |
| 2.   | Athletic Club       | 19   | 8  | 6  | 1  | 1  | 15 | 7  | 8   |
| 3.   | Manchester United   | 18   | 8  | 5  | 3  | 0  | 16 | 9  | 7   |
| 4.   | Tottenham Hotspur   | 17   | 8  | 5  | 2  | 1  | 17 | 9  | 8   |
| 5.   | Eintracht Frankfurt | 16   | 8  | 5  | 1  | 2  | 14 | 10 | 4   |
| 6.   | Olympique Lyon      | 15   | 8  | 4  | 3  | 1  | 16 | 8  | 8   |

| Pos. | Fase de liga        | Pts. | PJ | PG | PE | PP | GF | GC | Dif |
| ---- | ------------------- | ---- | -- | -- | -- | -- | -- | -- | --- |
| 1.   | Lazio               | 19   | 8  | 6  | 1  | 1  | 17 | 5  | 12  |
| 2.   | Athletic Club       | 19   | 8  | 6  | 1  | 1  | 15 | 7  | 8   |
| 3.   | Manchester United   | 18   | 8  | 5  | 3  | 0  | 16 | 9  | 7   |
| 4.   | Tottenham Hotspur   | 17   | 8  | 5  | 2  | 1  | 17 | 9  | 8   |
| 5.   | Eintracht Frankfurt | 16   | 8  | 5  | 1  | 2  | 14 | 10 | 4   |

## Partido

### Ficha
| 1     | POR   | Guglielmo Vicario |     |
| 23    | DEF   | Pedro Porro       |     |
| 17    | DEF   | Cuti Romero       |     |
| 37    | DEF   | Micky van de Ven  |     |
| 13    | DEF   | Destiny Udogie    | 90' |
| 29    | MED   | Pape Matar Sarr   | 90' |
| 8     | MED   | Yves Bissouma     |     |
| 30    | MED   | Rodrigo Bentancur |     |
| 22    | DEL   | Brennan Johnson   | 78' |
| 19    | DEL   | Dominic Solanke   |     |
| 9     | DEL   | Richarlison       | 67' |
| D. T. | D. T. | Ange Postecoglou  |     |

| 24    | POR   | André Onana       |     |
| 15    | DEF   | Leny Yoro         |     |
| 5     | DEF   | Harry Maguire     |     |
| 23    | DEF   | Luke Shaw         |     |
| 3     | MED   | Noussair Mazraoui | 85' |
| 18    | MED   | Casemiro          |     |
| 8     | MED   | Bruno Fernandes   |     |
| 13    | MED   | Patrick Dorgu     | 90' |
| 16    | DEL   | Amad Diallo       |     |
| 7     | DEL   | Mason Mount       | 71' |
| 9     | DEL   | Rasmus Højlund    | 71' |
| D. T. | D. T. | Rúben Amorim      |     |

| 7  | Delantero      | Son Heung-min | 67' |
| 4  | Defensa        | Kevin Danso   | 78' |
| 24 | Defensa        | Djed Spence   | 90' |
| 14 | Centrocampista | Archie Gray   | 90' |

| 11 | Delantero      | Joshua Zirkzee     | 71' |
| 17 | Delantero      | Alejandro Garnacho | 71' |
| 20 | Defensa        | Diogo Dalot        | 85' |
| 37 | Centrocampista | Kobbie Mainoo      | 90' |

| 42' | Brennan Johnson | 1:0 |

| 49' · 58' · 68' | Micky van de Ven Richarlison Yves Bissouma |

| 35' · 84' · 88' · 90+1' | Amad Diallo Joshua Zirkzee Harry Maguire Jonny Evans |

| Principal  | Felix Zwayer     |
| Asistentes | Robert Kempter   |
|            | Christian Dietz  |
| Cuarto     | Maurizio Mariani |
| Quinto     | Daniele Bindoni  |

| VAR            | Bastian Dankert  |
| Asistentes VAR | Benjamin Brand   |
|                | Del Cerro Grande |

|                    |     |     |
| Tiros              | 3   | 15  |
| Tiros a puerta     | 1   | 4   |
| Faltas             | 22  | 10  |
| Saques de esquina  | 4   | 5   |
| Fueras de juego    | 1   | 2   |
| Posesión del balón | 35% | 65% |

| Alineación inicial |

| 1     | POR   | Guglielmo Vicario |     |
| 23    | DEF   | Pedro Porro       |     |
| 17    | DEF   | Cuti Romero       |     |
| 37    | DEF   | Micky van de Ven  |     |
| 13    | DEF   | Destiny Udogie    | 90' |
| 29    | MED   | Pape Matar Sarr   | 90' |
| 8     | MED   | Yves Bissouma     |     |
| 30    | MED   | Rodrigo Bentancur |     |
| 22    | DEL   | Brennan Johnson   | 78' |
| 19    | DEL   | Dominic Solanke   |     |
| 9     | DEL   | Richarlison       | 67' |
| D. T. | D. T. | Ange Postecoglou  |     |

| 24    | POR   | André Onana       |     |
| 15    | DEF   | Leny Yoro         |     |
| 5     | DEF   | Harry Maguire     |     |
| 23    | DEF   | Luke Shaw         |     |
| 3     | MED   | Noussair Mazraoui | 85' |
| 18    | MED   | Casemiro          |     |
| 8     | MED   | Bruno Fernandes   |     |
| 13    | MED   | Patrick Dorgu     | 90' |
| 16    | DEL   | Amad Diallo       |     |
| 7     | DEL   | Mason Mount       | 71' |
| 9     | DEL   | Rasmus Højlund    | 71' |
| D. T. | D. T. | Rúben Amorim      |     |

| 7  | Delantero      | Son Heung-min | 67' |
| 4  | Defensa        | Kevin Danso   | 78' |
| 24 | Defensa        | Djed Spence   | 90' |
| 14 | Centrocampista | Archie Gray   | 90' |

| 11 | Delantero      | Joshua Zirkzee     | 71' |
| 17 | Delantero      | Alejandro Garnacho | 71' |
| 20 | Defensa        | Diogo Dalot        | 85' |
| 37 | Centrocampista | Kobbie Mainoo      | 90' |

| 42' | Brennan Johnson | 1:0 |

| 49' · 58' · 68' | Micky van de Ven Richarlison Yves Bissouma |

| 35' · 84' · 88' · 90+1' | Amad Diallo Joshua Zirkzee Harry Maguire Jonny Evans |

| Principal  | Felix Zwayer     |
| Asistentes | Robert Kempter   |
|            | Christian Dietz  |
| Cuarto     | Maurizio Mariani |
| Quinto     | Daniele Bindoni  |

| VAR            | Bastian Dankert  |
| Asistentes VAR | Benjamin Brand   |
|                | Del Cerro Grande |

|                    |     |     |
| Tiros              | 3   | 15  |
| Tiros a puerta     | 1   | 4   |
| Faltas             | 22  | 10  |
| Saques de esquina  | 4   | 5   |
| Fueras de juego    | 1   | 2   |
| Posesión del balón | 35% | 65% |

| Alineación inicial |

| 1     | POR   | Guglielmo Vicario |     |
| 23    | DEF   | Pedro Porro       |     |
| 17    | DEF   | Cuti Romero       |     |
| 37    | DEF   | Micky van de Ven  |     |
| 13    | DEF   | Destiny Udogie    | 90' |
| 29    | MED   | Pape Matar Sarr   | 90' |
| 8     | MED   | Yves Bissouma     |     |
| 30    | MED   | Rodrigo Bentancur |     |
| 22    | DEL   | Brennan Johnson   | 78' |
| 19    | DEL   | Dominic Solanke   |     |
| 9     | DEL   | Richarlison       | 67' |
| D. T. | D. T. | Ange Postecoglou  |     |

| 24    | POR   | André Onana       |     |
| 15    | DEF   | Leny Yoro         |     |
| 5     | DEF   | Harry Maguire     |     |
| 23    | DEF   | Luke Shaw         |     |
| 3     | MED   | Noussair Mazraoui | 85' |
| 18    | MED   | Casemiro          |     |
| 8     | MED   | Bruno Fernandes   |     |
| 13    | MED   | Patrick Dorgu     | 90' |
| 16    | DEL   | Amad Diallo       |     |
| 7     | DEL   | Mason Mount       | 71' |
| 9     | DEL   | Rasmus Højlund    | 71' |
| D. T. | D. T. | Rúben Amorim      |     |

| 7  | Delantero      | Son Heung-min | 67' |
| 4  | Defensa        | Kevin Danso   | 78' |
| 24 | Defensa        | Djed Spence   | 90' |
| 14 | Centrocampista | Archie Gray   | 90' |

| 11 | Delantero      | Joshua Zirkzee     | 71' |
| 17 | Delantero      | Alejandro Garnacho | 71' |
| 20 | Defensa        | Diogo Dalot        | 85' |
| 37 | Centrocampista | Kobbie Mainoo      | 90' |

| 42' | Brennan Johnson | 1:0 |

| 49' · 58' · 68' | Micky van de Ven Richarlison Yves Bissouma |

| 35' · 84' · 88' · 90+1' | Amad Diallo Joshua Zirkzee Harry Maguire Jonny Evans |

| Principal  | Felix Zwayer     |
| Asistentes | Robert Kempter   |
|            | Christian Dietz  |
| Cuarto     | Maurizio Mariani |
| Quinto     | Daniele Bindoni  |

| VAR            | Bastian Dankert  |
| Asistentes VAR | Benjamin Brand   |
|                | Del Cerro Grande |

|                    |     |     |
| Tiros              | 3   | 15  |
| Tiros a puerta     | 1   | 4   |
| Faltas             | 22  | 10  |
| Saques de esquina  | 4   | 5   |
| Fueras de juego    | 1   | 2   |
| Posesión del balón | 35% | 65% |

| Alineación inicial |

| 1     | POR   | Guglielmo Vicario |     |
| 23    | DEF   | Pedro Porro       |     |
| 17    | DEF   | Cuti Romero       |     |
| 37    | DEF   | Micky van de Ven  |     |
| 13    | DEF   | Destiny Udogie    | 90' |
| 29    | MED   | Pape Matar Sarr   | 90' |
| 8     | MED   | Yves Bissouma     |     |
| 30    | MED   | Rodrigo Bentancur |     |
| 22    | DEL   | Brennan Johnson   | 78' |
| 19    | DEL   | Dominic Solanke   |     |
| 9     | DEL   | Richarlison       | 67' |
| D. T. | D. T. | Ange Postecoglou  |     |

| 24    | POR   | André Onana       |     |
| 15    | DEF   | Leny Yoro         |     |
| 5     | DEF   | Harry Maguire     |     |
| 23    | DEF   | Luke Shaw         |     |
| 3     | MED   | Noussair Mazraoui | 85' |
| 18    | MED   | Casemiro          |     |
| 8     | MED   | Bruno Fernandes   |     |
| 13    | MED   | Patrick Dorgu     | 90' |
| 16    | DEL   | Amad Diallo       |     |
| 7     | DEL   | Mason Mount       | 71' |
| 9     | DEL   | Rasmus Højlund    | 71' |
| D. T. | D. T. | Rúben Amorim      |     |

| 7  | Delantero      | Son Heung-min | 67' |
| 4  | Defensa        | Kevin Danso   | 78' |
| 24 | Defensa        | Djed Spence   | 90' |
| 14 | Centrocampista | Archie Gray   | 90' |

| 11 | Delantero      | Joshua Zirkzee     | 71' |
| 17 | Delantero      | Alejandro Garnacho | 71' |
| 20 | Defensa        | Diogo Dalot        | 85' |
| 37 | Centrocampista | Kobbie Mainoo      | 90' |

| 42' | Brennan Johnson | 1:0 |

| 49' · 58' · 68' | Micky van de Ven Richarlison Yves Bissouma |

| 35' · 84' · 88' · 90+1' | Amad Diallo Joshua Zirkzee Harry Maguire Jonny Evans |

| Principal  | Felix Zwayer     |
| Asistentes | Robert Kempter   |
|            | Christian Dietz  |
| Cuarto     | Maurizio Mariani |
| Quinto     | Daniele Bindoni  |

| VAR            | Bastian Dankert  |
| Asistentes VAR | Benjamin Brand   |
|                | Del Cerro Grande |

|                    |     |     |
| Tiros              | 3   | 15  |
| Tiros a puerta     | 1   | 4   |
| Faltas             | 22  | 10  |
| Saques de esquina  | 4   | 5   |
| Fueras de juego    | 1   | 2   |
| Posesión del balón | 35% | 65% |

| Alineación inicial |

|                                       |
| Bandera de Inglaterra                 |
| Campeón Tottenham Hotspur 3.er título |